# Smidtia zimini
Smidtia zimini är en tvåvingeart som först beskrevs av Louis-Paul Mesnil 1963.  Smidtia zimini ingår i släktet Smidtia och familjen parasitflugor. Inga underarter finns listade i Catalogue of Life.